# Danh sách giải thưởng và đề cử của Ive
Nhóm nhạc nữ Hàn Quốc Ive đã nhận được nhiều giải thưởng, trong đó có bốn giải MAMA, bốn giải thưởng âm nhạc Melon, ba giải Golden Disc Awards, ba giải Circle Chart Music Awards, và ba giải thưởng âm nhạc Seoul. Năm 2022, nhóm nhận được giải Daesang đầu tiên của mình tại lễ trao giải Melon Music Awards 2022 với giải Bài hát của năm dành cho "Love Dive". Sau đó, nhóm tiếp tục nhận được thêm ba giải Daesang cho Bài hát của năm tại giải MAMA 2022, giải Golden Disc Awards lần thứ 37 và giải Asia Artist Awards lần thứ 7. Ive nhận được giải nhóm nhạc nữ xuất sắc nhất tại Giải thưởng Âm nhạc Melon Music và giải Nghệ sĩ mới của năm tại lễ trao giải Golden Disc Awards. Nhóm cũng đã nhận được giải nghệ sĩ mới xuất sắc nhất tại các lễ trao giải Genie Music Awards, Hanteo Music Awards và MAMA. Ive đã được đề cử cho giải Nghệ sĩ của năm tại các lễ trao giải MAMA và Giải thưởng Âm nhạc Melon. Album đĩa đơn thứ ba của nhóm, After Like, đã được đề cử cho giải Album của năm (quý 3) tại lễ trao giải Circle Chart Music Awards lần thứ 12. Ive cũng đã nhận được nhiều giải thưởng khác, trong đó có Bài hạt nhạc số xuất sắc nhất (Bonsang) tại giải thưởng the Golden Disc Awards, Bài hát của năm (tháng 12) với "Eleven" tại giải thưởng Circle Chart Music Awards, Top 10 Nghệ sĩ tại Giải thưởng Âm nhạc Melon, và Nghệ sĩ mới được yêu thích nhật tại giải MAMA.

## Giải thưởng và đề cử
- A
- B
- C
- D
- F
- G
- H
- J
- K
- M
- S

| Lễ trao giải                  | Năm  | Hạng mục                                       | Được đề cử   | Kết quả   | Chú thích |
| ----------------------------- | ---- | ---------------------------------------------- | ------------ | --------- | --------- |
| Asia Artist Awards            | 2022 | Bài hát của năm (Daesang)                      | "Love Dive"  | Đoạt giải | [ 1 ]     |
| Asia Artist Awards            | 2022 | Hot Trend Award – Âm nhạc                      | Ive          | Đoạt giải | [ 1 ]     |
| Asia Artist Awards            | 2022 | Nghệ sĩ mới của năm – Âm nhạc                  | Ive          | Đoạt giải | [ 1 ]     |
| Asia Artist Awards            | 2022 | DCM Popularity Award – Female Singer           | Ive          | Đề cử     | [ 2 ]     |
| Asia Artist Awards            | 2022 | Idolplus Popularity Award – Âm nhạc            | Ive          | Đề cử     | [ 3 ]     |
| Asian Pop Music Awards        | 2022 | Nghệ sĩ mới xuất sắc nhất – Nước ngoài         | Ive          | Đoạt giải | [ 4 ]     |
| Asian Pop Music Awards        | 2022 | Top 20 bài hát của năm – Nước ngoài            | "Love Dive"  | Đoạt giải | [ 4 ]     |
| Asian Pop Music Awards        | 2022 | People's Choice Award                          | Ive          | Hạng 10   | [ 4 ]     |
| Brand Customer Loyalty Awards | 2022 | Nghệ sĩ mới của năm (Female)                   | Ive          | Đề cử     | [ 5 ]     |
| Brand Customer Loyalty Awards | 2023 | Nữ thần tượng có sức ảnh hưởng lớn nhất        | Ive          | Đoạt giải | [ 6 ]     |
| Brand of the Year Awards      | 2022 | Nữ thần tượng của năm (ngôi sao đang lên)      | Ive          | Đoạt giải | [ 7 ]     |
| Brand of the Year Awards      | 2023 | Nữ thần tượng của năm                          | Ive          | Đoạt giải | [ 8 ]     |
| Circle Chart Music Awards     | 2023 | Nghệ sĩ mới của năm – Physical                 | After Like   | Đoạt giải | [ 9 ]     |
| Circle Chart Music Awards     | 2023 | Bài hát của năm – Tháng 4                      | "Love Dive"  | Đoạt giải | [ 10 ]    |
| Circle Chart Music Awards     | 2023 | Bài hát của năm – Tháng 12                     | "Eleven"     | Đoạt giải | [ 11 ]    |
| Circle Chart Music Awards     | 2023 | Album của năm – Quý 3                          | After Like   | Đề cử     | [ 12 ]    |
| Circle Chart Music Awards     | 2023 | Nghệ sĩ mới của năm – Nhạc số                  | "Eleven"     | Đề cử     | [ 13 ]    |
| Circle Chart Music Awards     | 2023 | Bài hát của năm – Tháng 8                      | "After Like" | Đề cử     | [ 14 ]    |
| Dong-A.com's Pick             | 2022 | Hold Your Breath and Loved Ive                 | Ive          | Đoạt giải | [ 15 ]    |
| The Fact Music Awards         | 2022 | Nghệ sĩ của năm                                | Ive          | Đoạt giải | [ 16 ]    |
| The Fact Music Awards         | 2022 | Next Leader Award                              | Ive          | Đoạt giải | [ 17 ]    |
| The Fact Music Awards         | 2022 | Fan N Star Choice Award (Artist)               | Ive          | Đề cử     | [ 18 ]    |
| The Fact Music Awards         | 2022 | Four Star Awards                               | Ive          | Đề cử     | [ 19 ]    |
| Genie Music Awards            | 2022 | Nữ nghệ sĩ mới xuất sắc nhất                   | Ive          | Đoạt giải | [ 20 ]    |
| Genie Music Awards            | 2022 | Best Style                                     | Ive          | Đoạt giải | [ 20 ]    |
| Genie Music Awards            | 2022 | Nghệ sĩ của năm                                | Ive          | Đề cử     | [ 21 ]    |
| Genie Music Awards            | 2022 | Nhóm nhạc nữ xuất sắc nhất                     | Ive          | Đề cử     | [ 22 ]    |
| Genie Music Awards            | 2022 | Genie Music Popularity Award                   | Ive          | Đề cử     | [ 22 ]    |
| Genie Music Awards            | 2022 | Bài hát của năm                                | "Love Dive"  | Đề cử     | [ 23 ]    |
| Golden Disc Awards            | 2023 | Bài hát của năm (Daesang)                      | "Love Dive"  | Đoạt giải | [ 24 ]    |
| Golden Disc Awards            | 2023 | Bài hát nhạc số xuất sắc nhất (Bonsang)        | "Love Dive"  | Đoạt giải | [ 24 ]    |
| Golden Disc Awards            | 2023 | Nghệ sĩ mới của năm                            | Ive          | Đoạt giải | [ 24 ]    |
| Hanteo Music Awards           | 2021 | Giải thưởng nghệ sĩ mới – Nhóm nhạc nữ         | Ive          | Đoạt giải | [ 25 ]    |
| Hanteo Music Awards           | 2021 | Giải thưởng nghệ sĩ – Nhóm nhạc nữ             | Ive          | Đề cử     | [ 26 ]    |
| Hanteo Music Awards           | 2023 | Nghệ sĩ của năm (Bonsang)                      | Ive          | Đoạt giải | [ 27 ]    |
| Japan Gold Disc Awards        | 2023 | Nghệ sĩ mới của năm (châu Á)                   | Ive          | Đoạt giải | [ 28 ]    |
| Japan Gold Disc Awards        | 2023 | 3 nghệ sĩ mới xuất sắc nhất (châu Á)           | Ive          | Đoạt giải | [ 28 ]    |
| Joox Thailand Music Awards    | 2022 | Top Social Global Artist of the Year           | Ive          | Đề cử     | [ 29 ]    |
| The-K Billboard Awards        | 2022 | Giải thưởng nghệ sĩ toàn cầu                   | Ive          | Đoạt giải | [ 30 ]    |
| The-K Billboard Awards        | 2022 | Hot Rookie Award                               | Ive          | Đoạt giải | [ 30 ]    |
| K-Global Heart Dream Awards   | 2022 | K-Global Bonsang                               | Ive          | Đoạt giải | [ 31 ]    |
| K-Global Heart Dream Awards   | 2022 | K-Global Super Rookie Award                    | Ive          | Đoạt giải | [ 31 ]    |
| K-Global Heart Dream Awards   | 2023 | K Global Best Music Award                      | Ive          | Đoạt giải | [ 32 ]    |
| Korean Broadcasting Awards    | 2023 | Ca sĩ xuất sắc nhất                            | Ive          | Đoạt giải | [ 33 ]    |
| Korea First Brand Awards      | 2023 | Nữ thần tượng xuất sắc nhất                    | Ive          | Đoạt giải | [ 34 ]    |
| Korea PD Awards               | 2023 | Best Performance Award – Singer                | Ive          | Đoạt giải | [ 35 ]    |
| Korean Music Awards           | 2023 | Nghệ sĩ mới của năm                            | Ive          | Đề cử     | [ 36 ]    |
| Korean Music Awards           | 2023 | Bài hát của năm                                | "Love Dive"  | Đề cử     | [ 36 ]    |
| Korean Music Awards           | 2023 | Bài hát K-pop xuất sắc nhất                    | "Love Dive"  | Đề cử     | [ 36 ]    |
| MAMA Awards                   | 2022 | Trình diễn vũ đạo xuất sắc nhất – Nhóm nhạc nữ | "Love Dive"  | Đoạt giải | [ 37 ]    |
| MAMA Awards                   | 2022 | Nữ nghệ sĩ mới xuất sắc nhất                   | Ive          | Đoạt giải | [ 37 ]    |
| MAMA Awards                   | 2022 | Nghệ sĩ mới được yêu thích nhất                | Ive          | Đoạt giải | [ 37 ]    |
| MAMA Awards                   | 2022 | Bài hát của năm (Daesang)                      | "Love Dive"  | Đoạt giải | [ 37 ]    |
| MAMA Awards                   | 2022 | Nghệ sĩ của năm (Daesang)                      | Ive          | Đề cử     | [ 38 ]    |
| MAMA Awards                   | 2022 | Worldwide Fans' Choice Top 10                  | Ive          | Đề cử     | [ 38 ]    |
| Melon Music Awards            | 2022 | Nhóm nhạc nữ xuất sắc nhất                     | Ive          | Đoạt giải | [ 39 ]    |
| Melon Music Awards            | 2022 | Nghệ sĩ mới xuất sắc nhất                      | Ive          | Đoạt giải | [ 39 ]    |
| Melon Music Awards            | 2022 | Bài hát của năm (Daesang)                      | "Love Dive"  | Đoạt giải | [ 39 ]    |
| Melon Music Awards            | 2022 | Top 10 Nghệ sĩ                                 | Ive          | Đoạt giải | [ 39 ]    |
| Melon Music Awards            | 2022 | Nghệ sĩ của năm (Daesang)                      | Ive          | Đề cử     | [ 39 ]    |
| MTV Video Music Awards Japan  | 2022 | Best Buzz Award                                | Ive          | Đoạt giải | [ 40 ]    |
| Mubeat Awards                 | 2021 | Nghệ sĩ mới (Nữ)                               | Ive          | Đoạt giải | [ 41 ]    |
| Seoul Music Awards            | 2022 | K-wave Popularity Award                        | Ive          | Đề cử     | [ 42 ]    |
| Seoul Music Awards            | 2022 | Popularity Award                               | Ive          | Đề cử     | [ 42 ]    |
| Seoul Music Awards            | 2022 | Nghệ sĩ mới của năm                            | Ive          | Đề cử     | [ 42 ]    |
| Seoul Music Awards            | 2023 | Bài hát xuất sắc nhất                          | Ive          | Đoạt giải | [ 43 ]    |
| Seoul Music Awards            | 2023 | Bonsang Award                                  | Ive          | Đoạt giải | [ 43 ]    |
| Seoul Music Awards            | 2023 | Hallyu Special Award                           | Ive          | Đề cử     | [ 44 ]    |
| Seoul Music Awards            | 2023 | Popularity Award                               | Ive          | Đề cử     | [ 44 ]    |

## Chương trình âm nhạc

### The Show
| Năm  | Ngày        | Bài hát      | Điểm |
| ---- | ----------- | ------------ | ---- |
| 2021 | 14 tháng 12 | "ELEVEN"     | 7376 |
| 2022 | 12 tháng 4  | "LOVE DIVE"  | 9400 |
| 2022 | 19 tháng 4  | "LOVE DIVE"  | 8184 |
| 2022 | 30 tháng 8  | "After LIKE" | 8734 |
| 2022 | 6 tháng 8   | "After LIKE" | 7403 |
| 2023 | 18 tháng 4  | "I AM"       | 7454 |

### Show Champion
| Năm  | Ngày        | Bài hát      |
| ---- | ----------- | ------------ |
| 2021 | 8 tháng 12  | "ELEVEN"     |
| 2021 | 15 tháng 12 | "ELEVEN"     |
| 2022 | 13 tháng 4  | "LOVE DIVE"  |
| 2022 | 30 tháng 8  | "After LIKE" |
| 2022 | 7 tháng 9   | "After LIKE" |
| 2023 | 19 tháng 4  | "I AM"       |
| 2023 | 25 tháng 10 | "Baddie"     |

### M Countdown
| Năm  | Ngày        | Bài hát       | Điểm |
| ---- | ----------- | ------------- | ---- |
| 2022 | 5 tháng 5   | "LOVE DIVE"   | 7520 |
| 2022 | 15 tháng 9  | "After LIKE"  | —    |
| 2023 | 20 tháng 4  | "I AM"        | 8941 |
| 2023 | 27 tháng 4  | "I AM"        | 7139 |
| 2023 | 26 tháng 10 | "Baddie"      | —    |
| 2025 | 23 tháng 1  | "REBEL HEART" | 8147 |
| 2025 | 30 tháng 1  | "REBEL HEART" | —    |
| 2025 | 6 tháng 2   | "REBEL HEART" | 7076 |
| 2025 | 13 tháng 2  | "ATTITUDE"    | 7754 |

### Music Bank
| Năm  | Ngày        | Bài hát       | Điểm  |
| ---- | ----------- | ------------- | ----- |
| 2021 | 17 tháng 12 | "ELEVEN"      | 4445  |
| 2022 | 11 tháng 2  | "ELEVEN"      | 3058  |
| 2022 | 18 tháng 2  | "ELEVEN"      | 2566  |
| 2022 | 15 tháng 4  | "LOVE DIVE"   | 12095 |
| 2022 | 22 tháng 4  | "LOVE DIVE"   | 7324  |
| 2022 | 29 tháng 4  | "LOVE DIVE"   | 6959  |
| 2022 | 2 tháng 9   | "After LIKE"  | 12174 |
| 2022 | 9 tháng 9   | "After LIKE"  | 11406 |
| 2022 | 23 tháng 9  | "After LIKE"  | 7502  |
| 2022 | 7 tháng 10  | "After LIKE"  | 6966  |
| 2023 | 21 tháng 4  | "I AM"        | 14690 |
| 2025 | 24 tháng 1  | "REBEL HEART" | 4356  |
| 2025 | 14 tháng 2  | "REBEL HEART" | 11520 |

### Show! Music Core
| Năm  | Ngày        | Bài hát       | Điểm |
| ---- | ----------- | ------------- | ---- |
| 2021 | 18 tháng 12 | "ELEVEN"      | 7486 |
| 2022 | 8 tháng 1   | "ELEVEN"      | 6408 |
| 2022 | 15 tháng 1  | "ELEVEN"      | 6532 |
| 2022 | 22 tháng 1  | "ELEVEN"      | 6600 |
| 2022 | 3 tháng 9   | "After LIKE"  | 9191 |
| 2022 | 17 tháng 9  | 7807          |      |
| 2022 | 24 tháng 9  | 6935          |      |
| 2022 | 22 tháng 10 | 6672          |      |
| 2023 | 8 tháng 4   | "Kitsch"      | 7654 |
| 2023 | 22 tháng 4  | "I AM"        | 9668 |
| 2025 | 25 tháng 1  | "REBEL HEART" | 8341 |
| 2025 | 8 tháng 2   | "REBEL HEART" | 7347 |
| 2025 | 22 tháng 2  | "REBEL HEART" | 5937 |
| 2025 | 1 tháng 3   | "ATTITUDE"    | 6169 |

### Inkigayo
| Năm  | Ngày        | Bài hát       | Điểm  |
| ---- | ----------- | ------------- | ----- |
| 2022 | 9 tháng 1   | "ELEVEN"      | 8533  |
| 2022 | 16 tháng 1  | "ELEVEN"      | 6583  |
| 2022 | 23 tháng 1  | "ELEVEN"      | 5927  |
| 2022 | 8 tháng 5   | "LOVE DIVE"   | 6726  |
| 2022 | 3 tháng 7   | "LOVE DIVE"   | 6126  |
| 2022 | 17 tháng 7  | "LOVE DIVE"   | 5955  |
| 2022 | 23 tháng 10 | "After LIKE"  | 7038  |
| 2023 | 9 tháng 4   | "Kitsch"      | 8273  |
| 2023 | 23 tháng 4  | "I AM"        | 10586 |
| 2023 | 18 tháng 6  | "I AM"        | 6398  |
| 2023 | 25 tháng 6  | "I AM"        | 6882  |
| 2023 | 29 tháng 10 | "Either Way"  | 6433  |
| 2023 | 12 tháng 11 | "Baddie"      | 6292  |
| 2023 | 19 tháng 11 | "Baddie"      | 6089  |
| 2023 | 3 tháng 12  | "Baddie"      | 5731  |
| 2025 | 26 tháng 1  | "REBEL HEART" | 6580  |
| 2025 | 2 tháng 2   | "REBEL HEART" | 6150  |
| 2025 | 9 tháng 2   | "REBEL HEART" | 7588  |
| 2025 | 16 tháng 2  | "ATTITUDE"    | 6247  |
| 2025 | 23 tháng 2  | "ATTITUDE"    | 5357  |